# Bệnh viện Thể thao Việt Nam
Bệnh viện Thể thao Việt Nam (tiếng Anh: Vietnam Sport Hospital - VSH) là bệnh viện chuyên về y học thể thao đầu tiên và duy nhất của Việt Nam, chuyên điều trị cho vận động viên, người dân bị chấn thương trong quá trình tham gia hoạt động thể thao. Bệnh viện có diện tích 15.000 m², nằm trong Khu Liên hợp thể thao quốc gia Mỹ Đình và đóng vai trò quan trọng cho sự phát triển của y học thể dục thể thao tại Việt Nam, đồng thời góp phần vào chu trình đào tạo vận động viên cấp cao của Việt Nam. Với quá trình lịch sử lâu đời, cơ sở vật chất được đầu tư chuyên nghiệp cùng đội ngũ bác sĩ chuyên gia về y học thể thao, Bệnh viện là lựa chọn hàng đầu dành cho những người bị chấn thương và các vấn đề khác liên quan đến thể thao.

## Lịch sử
Bệnh viện Thể thao Việt Nam tiền thân là Ban Y sinh học của Viện Khoa học Thể dục Thể thao được thành lập theo Quyết định số 35/CP ngày 24 tháng 1 năm 1979 của Chủ tịch Hội đồng Chính phủ (nay là Thủ tướng Chính phủ)
Vào năm 1998, theo Quyết định số 1303/1998/QĐ-UBTDTT của Ủy ban Thể dục thể thao, Trung tâm Y học Thể thao thuộc Viện Khoa học Thể dục thể thao được thành lập trên cơ sở Ban Y sinh nhằm đáp ứng nhu cầu về y học thể thao trong toàn quốc. Sau tám năm thành lập Trung tâm Y học Thể thao đã tham gia tuyển chọn, kiểm tra đánh giá trình độ luyện tập của vận động viên; khám và chữa trị các bệnh lý chấn thương và bệnh lý do luyện tập thể thao gây nên, tư vấn và hướng dẫn dinh dưỡng thể thao và tham gia phục vụ tốt công tác y tế của các giải thi đấu thể thao trong nước và quốc tế.
Trước nhu cầu phát triển của xã hội về công tác chăm sóc sức khỏe không những cho vận động viên chuyên nghiệp mà còn cho những người tập luyện thể dục thể thao nghiệp dư, phong trào, Bệnh viện Thể thao Việt Nam ra đời trên cơ sở của Trung tâm Y học thể thao theo Quyết định số 1171/2006/QĐ-UBTDTT ngày 30 tháng 6 năm 2006 của Bộ trưởng, Chủ nhiệm Ủy ban Thể dục Thể thao nhằm đáp ứng nhu cầu trên, đồng thời còn là cơ quan đầu ngành của y học thể thao tham mưu cho Tổng cục Thể dục Thể thao, Bộ Văn hóa, Thể thao và Du lịch về nghiên cứu, ứng dụng khoa học công nghệ y học thể thao trong giai đoạn mới.
Từ năm 2008, Bệnh viện chuyển từ Viện Khoa học Thể dục thể thao về trực thuộc Tổng cục Thể dục thể thao.

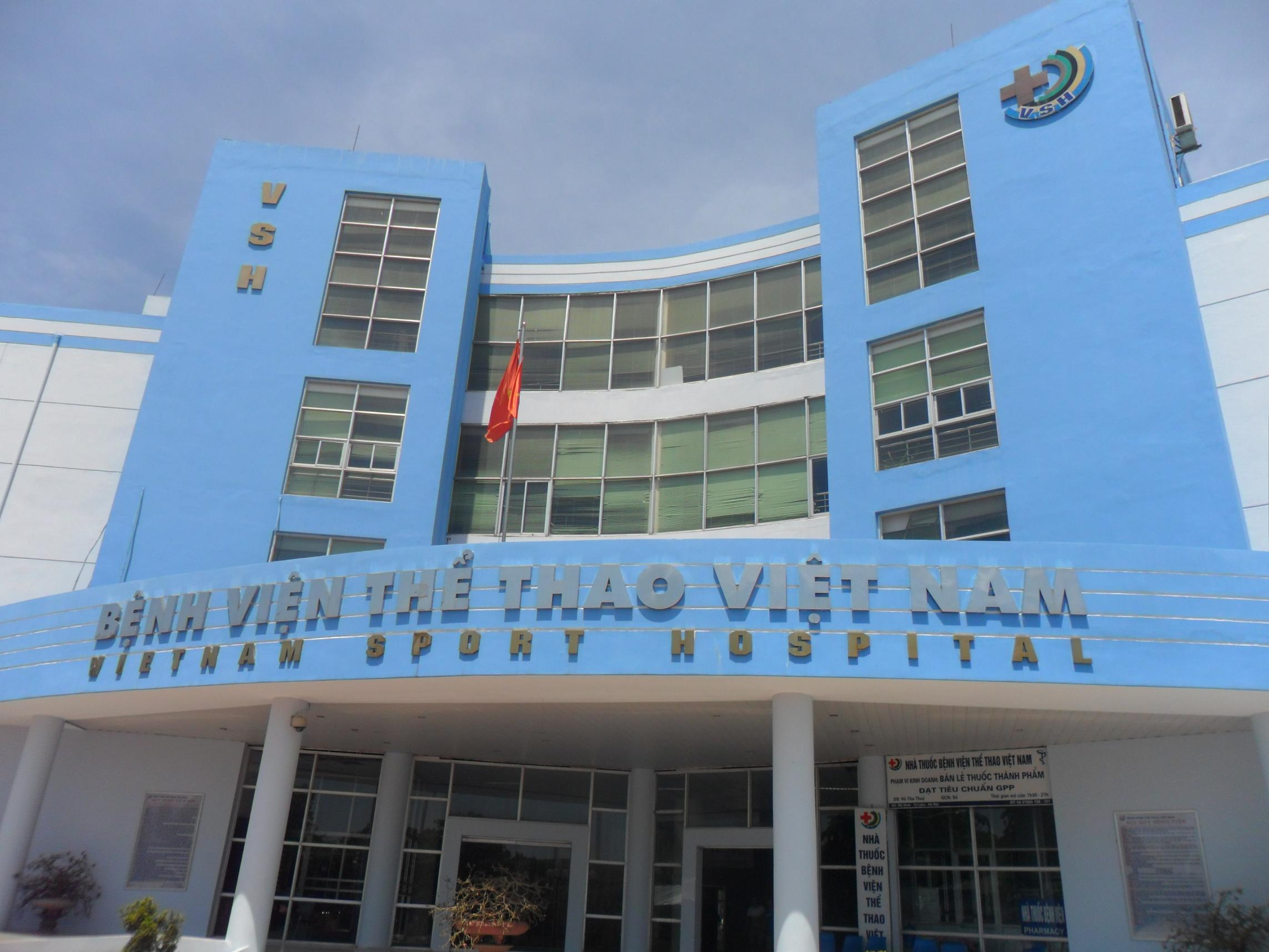
Trụ sở Bệnh viện Thể thao Việt Nam tại Mỹ Đình, Hà Nội

## Chức năng
Bệnh viện Thể thao Việt Nam là bệnh viện đa khoa hạng II, có chức năng tổ chức khám bệnh, chữa trị chấn thương, phục hồi chức năng cho vận động viên, huấn luyện viên, trọng tài, cán bộ, công chức, viên chức ngành thể dục thể thao và nhân dân.

## Nhiệm vụ và quyền hạn
Trình Tổng cục trưởng Tổng cục Thể dục thể thao quy hoạch phát triển, chương trình, kế hoạch dài hạn, năm năm, hàng năm của Bệnh viện và tổ chức thực hiện sau khi được phê duyệt.
- Cấp cứu – khám bệnh - chữa bệnh.

+ Tiếp nhận các trường hợp vận động viên, người bệnh từ ngoài vào hoặc các bệnh viện khác chuyển đến cấp cứu, khám bệnh, chữa bệnh nội trú và ngoại trú.
+ Giải quyết toàn bộ các bệnh thông thường về nội khoa và các trường hợp cấp cứu ngoại khoa.
+ Chuyển người bệnh lên tuyến trên khi vượt quá khả năng của Bệnh viện và vượt quá thẩm quyền theo quy định tuyến kỹ thuật của Bộ Y tế.
+ Tổ chức khám sức khoẻ và chứng nhận sức khoẻ theo quy định của Nhà nước.
+ Tổ chức khám giám định sức khoẻ, giám định pháp y khi hội đồng giám định y khoa hoặc cơ quan bảo vệ pháp luật trưng cầu.
- Đào tạo cán bộ y tế:

+ Bệnh viện là cơ sở thực hành để đào tạo cán bộ chuyên ngành y học thể thao và cán bộ y tế ở bậc đại học và trung học.
+ Tổ chức đào tạo liên tục cho cán bộ, viên chức trong bệnh viện và cán bộ y tế của ngành thể dục thể thao.
- Nghiên cứu khoa học về y học:

+ Tổ chức nghiên cứu, hợp tác nghiên cứu các đề tài y học, chú trọng nghiên cứu về y học thể thao.
+ Nghiên cứu, áp dụng tiến bộ khoa học kỹ thuật, áp dụng y học cổ truyền và các phương pháp chữa bệnh không dùng thuốc
+ Nghiên cứu, triển khai dịch tễ học cộng đồng trong công tác chăm sóc sức khoẻ ban đầu.
+ Kết hợp với bệnh viện tuyến trên và các bệnh viện chuyên khoa đầu ngành để phát triển kỹ thuật của Bệnh viện.
- Chỉ đạo tuyến dưới về chuyên môn kỹ thuật[2]:

+ Chỉ đạo, hướng dẫn các cơ sở y tế thuộc các Trung tâm Huấn luyện thể thao quốc gia, cơ sở thể thao của các địa phương thực hiện việc phát triển kỹ thuật chuyên môn, y học thể thao.
+ Phối hợp với các cơ sở y tế thực hiện các chương trình chăm sóc sức khoẻ ban đầu cho vận động viên và nhân dân và trên địa bàn và trong ngành thể dục thể thao.
- Phối hợp với các cơ sở y tế dự phòng thường xuyên thực hiện nhiệm vụ phòng bệnh, phòng dịch.
- Thực hiện hợp tác quốc tế về y tế và y học thể thao theo quy định của pháp luật.
- Tạo thêm nguồn kinh phí từ các dịch vụ y tế, tài trợ, viện trợ và đầu tư của các tổ chức, cá nhân trong và ngoài nước theo quy định của pháp luật.
- Quản lý và sử dụng tài chính, tài sản và các nguồn thu khác theo quy định của pháp luật.
- Quản lý tổ chức bộ máy, biên chế, hồ sơ, tài liệu và thực hiện chế độ chính sách đối với các y sĩ, bác sĩ, cán bộ, viên chức và người lao động thuộc phạm vi quản lý theo phân cấp của Tổng cục Trưởng Tổng cục Thể dục thể thao và theo quy định của pháp luật.
- Thực hiện các nhiệm vụ khác do Tổng cục trưởng Tổng cục Thể dục thể thao giao.